# Racconigi
Racconigi é uma comuna italiana da região do Piemonte, província de Cuneo, com cerca de 9.804 habitantes. Estende-se por uma área de 48 km², tendo uma densidade populacional de 204 hab/km². Faz fronteira com Caramagna Piemonte, Carmagnola (TO), Casalgrasso, Cavallerleone, Cavallermaggiore, Lombriasco (TO), Murello, Polonghera, Sommariva del Bosco.
Parece-ce que as orígens dessa cidade são romanas, como testemunham os túmulos que foram achados neste território. Mas os primeros documentos oficiais da antiga Racunese são da Idade Média.

## Demografia
| Variação demográfica do município entre 1861 e 2011                               |
|                                                                                   |
| Fonte: Istituto Nazionale di Statistica (ISTAT) - Elaboração gráfica da Wikipedia |

## Pessoas notáveis
- Francisco Imberti, (1882–1967), arcebispo de Vercelli
- Humberto II da Itália, (1904-1983) último Rei da Itália

## Outras imagens

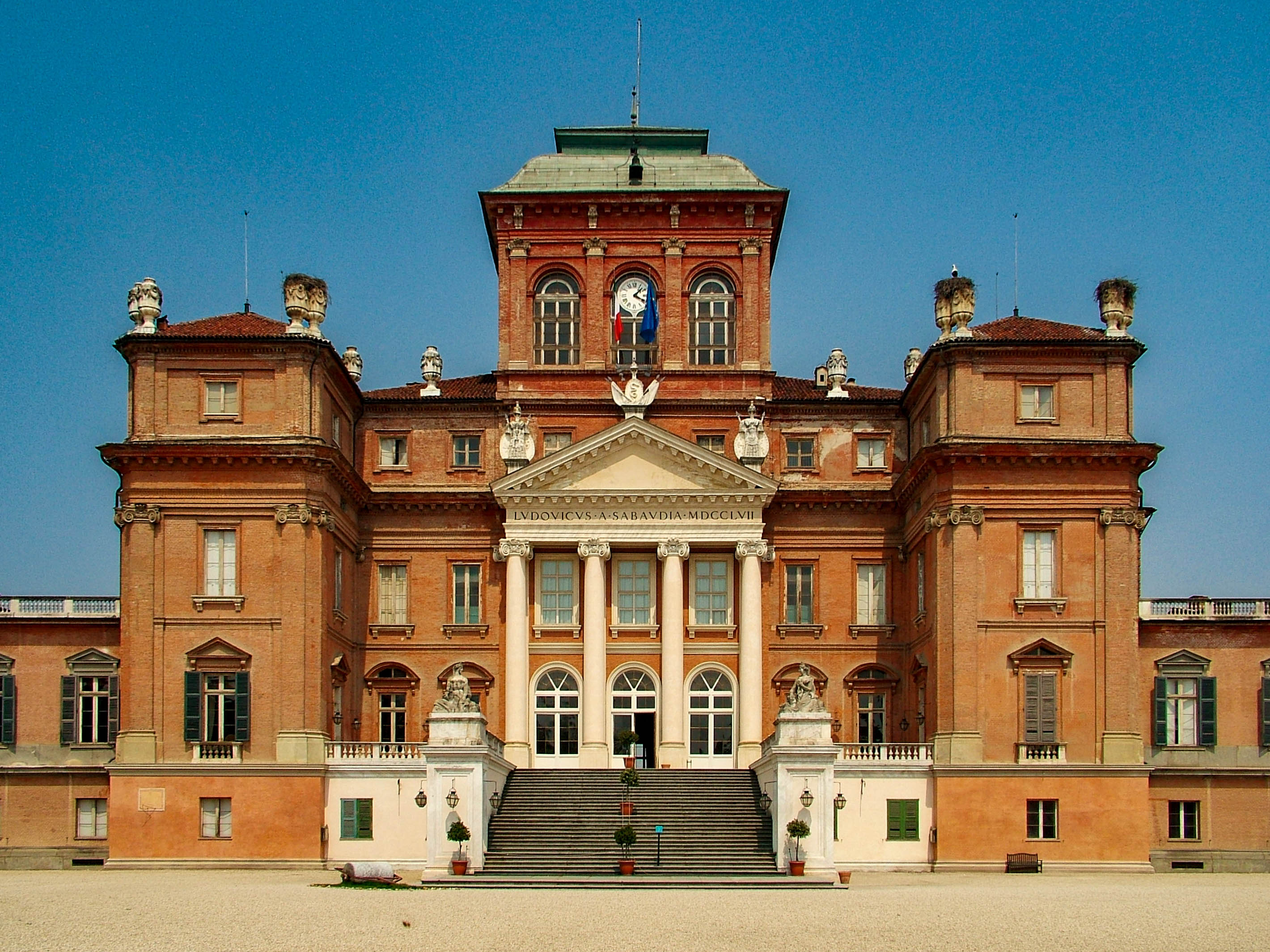
O castelo onde nasceu Humberto II
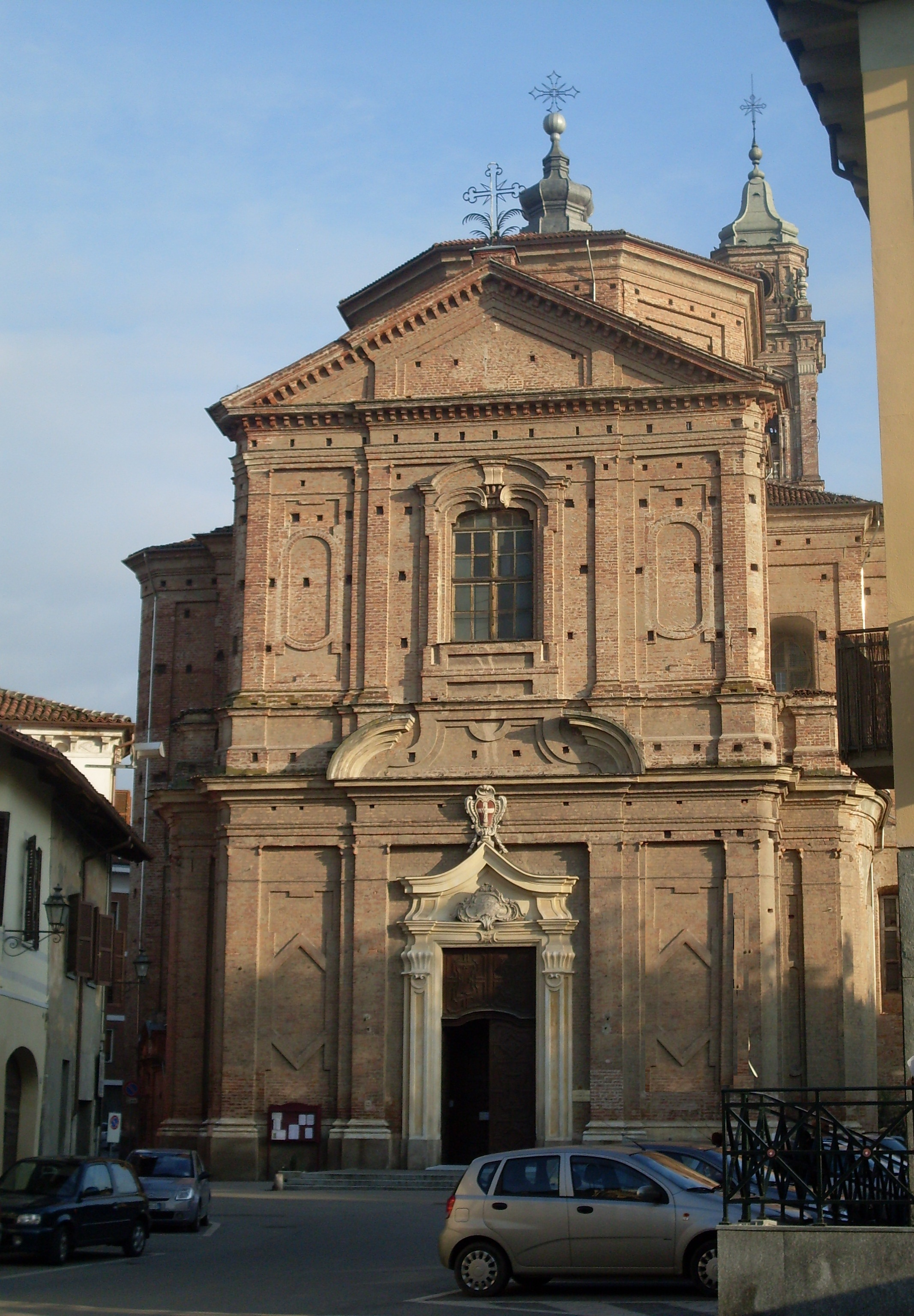
Igreja de são João Batista
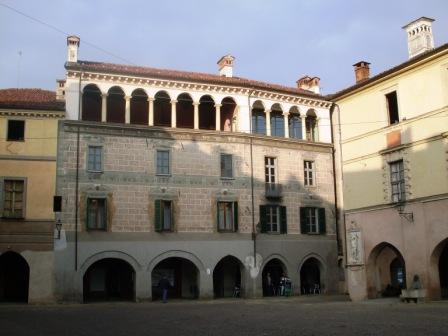
Praça Vítor Emanuel II e palácio Maccagno
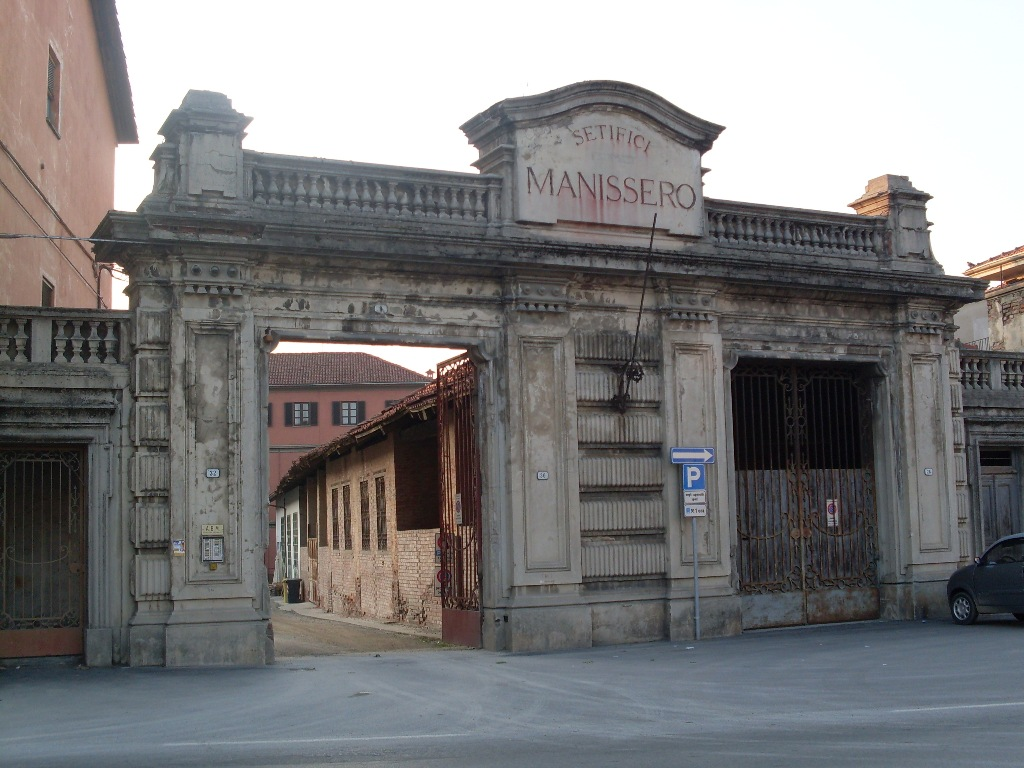
A fabrica de seda Manissero